# Sabrina, the Animated Series
Sabrina, the Animated Series è una serie animata basata sulle storie a fumetti Archie Comics, prodotta nel 1999 da DiC Entertainment con la collaborazione di ABC, United Paramount Network, e Hartbreak Films. Si compone di una stagione di 65 episodi. In Italia è andata in onda su Italia 1 con il titolo di Magica Sabrina.
Questa serie è stata premiata con il Young Artist Awards, nella categoria: Best Animated TV Series, negli anni 2000 e 2001.
Nel 2002 la serie è stata omaggiata di un film d'animazione, pubblicato in direct-to-video e trasmesso da Disney Channel, Sabrina - Amiche per sempre (Sabrina the Teenage Witch in Friends Forever), a cui è seguita la serie animata Sabrina: La mia vita segreta, in Italia trasmessa da Jetix.

## Trama
Nel piccolo comune di Greendale vive Sabrina Spellman, una ragazzina di 12 anni con un grande cuore e un grande segreto. Sabrina è infatti per metà umana (da parte della madre) e per metà strega (da parte del padre). Le uniche persone che conoscono i poteri di Sabrina sono le zie Hilda e Zelda, streghe anch'esse e suo zio Quigley, che però non ha alcun potere magico. In compagnia dei suoi amici Chloé, Harvey ed il suo gatto magico Salem (in realtà uno stregone trasformato per punizione in felino) Sabrina vivrà (spesso suo malgrado) una serie di avventure strane e divertenti, ma accomunate dal lieto fine.

### Tematiche
La serie animata tratta nella maggior parte degli episodi di tematiche e problemi legati alla preadolescenza oppure alla scarsa esperienza di Sabrina per quanto riguarda la magia. Sabrina spesso, per risolvere i suoi problemi, si rivolge ad un genio che abita in un barattolo di biscotti che si trova in cucina (barattolo che peraltro sarebbe vietato usare a Sabrina), il quale la aiuta con magie che, puntualmente, in fine di puntata, si ritorcono verso la giovane strega. Sabrina dovrebbe così imparare che usare la magia per risolvere i problemi di tutti i giorni non è la giusta soluzione.

## Personaggi
- Sabrina Spellman, doppiata in originale da Emily Hart (la sorella dell'attrice dell'omonima serie TV) e da Alessandra Karpoff e Federica Valenti (canto, ep. 65) in italiano, è una preadolescentina che vive con le sue zie paterne e con il suo gatto parlante Salem. Poiché sua madre è una mortale e suo padre è uno stregone, Sabrina è una mezza strega. La sua migliore amica nella prima stagione è Chloe Flan e successivamente Maritza nella seconda stagione, mentre la sua peggiore nemica è Gem Stone nella prima stagione e successivamente Cassandra nella seconda stagione (anche se con quest'ultima va occasionalmente d'accordo molto più spesso che con la prima), mentre il suo amico del cuore e in seguito fidanzato è Harvey. Poco studiosa e poco organizzata ma anche sincera e altruista. È affetta da una leggera belonefobia, dalla quale riesce ad uscirne.
- Salem Saberhagen, doppiato in originale da Nick Bakay, da Luca Bottale in italiano, è il gatto parlante, amico e in parte mentore di Sabrina. In origine un mago molto potente ma anche perfido, venne trasformato in un gatto per punirlo dei suoi crimini. Nel corso degli anni, ha imparato la lezione ed è diventato più buono ma è rimasto molto cinico e sarcastico nonché egoista. Spesso Sabrina lo interroga sul da farsi. Non sempre però i consigli di Salem sono molto utili e spesso, ascoltandoli, Sabrina si metterà nei guai.
- Hilda Spellman, doppiata in originale da Melissa Joan Hart, da Renata Bertolas in italiano, è la prima zia paterna di Sabrina.
- Zelda Spellman, doppiata in originale anch'ella da Melissa Joan Hart, da Sonia Mazza in italiano,  è la seconda zia paterna di Sabrina.
- Zio Quigley, doppiato in originale da Jay Brazeau, da Riccardo Peroni in italiano, è lo zio materno di Sabrina.
- Chloé Flan, doppiata in originale da Cree Summer, da Emanuela Pacotto in italiano, è la prima migliore amica di Sabrina.
- Harvey Kinkle, doppiato in originale da Bill Switzer, da Davide Garbolino in italiano, è un preadolescentino molto carino e gentile e, naturalmente, l'idolo di tutte le preadolescentine della sua scuola compresa Sabrina. Harvey però non si approfitta mai di questo e tratta tutte con gentilezza. Nel corso della serie, arriverà a ricambiare l'amore di Sabrina.
- Perry "Pi" McDonald, doppiato in originale da Chantal Strand, da Marcella Silvestri, è il migliore amico di Harvey.
- I genitori di Sabrina Spellman.
- I genitori di Gem Stone.
- Regina Enchantra, doppiata in originale da Kathleen Barr, da Elda Olivieri in italiano, è la regina delle streghe e di tutto l'altro regno.
- Gem Stone, doppiata in originale da Chantal Strand, da Daniela Fava in italiano, è la principale nemica di Sabrina, in quanto tenta continuamente di rubare Harvey, ma invano. È snob, antipatica, ricca e vive in una meravigliosa villa. Nell'episodio "La super forza" essendo amica, aiuterà Sabrina nelle faccende di casa. Nell'episodio "La spada Excalibur" veste i panni di Morgana Le Fay, la strega delle tenebre dai poteri della magia nera in grado di trasformarsi in un corvo, in un orso grizzly e in uno pterodattilo.
- Tim è il cacciatore di streghe fallito.
- Slugloaf, doppiato in originale da Jason Michas, da Monica Bonetto in italiano, è il bullo più fallito della scuola di Sabrina.

## Episodi
| nº | Titolo italiano                          | Titolo inglese                | Prima TV USA      | Prima TV Italia |
| -- | ---------------------------------------- | ----------------------------- | ----------------- | --------------- |
| 1  | Pericolo a due ruote                     | Boy Meets Bike                | 29 settembre 1999 | 2000            |
| 2  | Che confusione!                          | The Importance of Being Norma | 2 ottobre 1999    | 2000            |
| 3  | Operazione salvataggio                   | You Said A Mouse-Ful          | 7 settembre 1999  | 2000            |
| 4  | Le scarpe magiche                        | Boogie Shoes                  | 8 settembre 1999  |                 |
| 5  | Scambio di ruoli                         | Witch Switch                  | 11 settembre 1999 |                 |
| 6  | La forza dell'amicizia                   | I Got Glue Babe               | 28 settembre 1999 |                 |
| 7  | L'acchiappastreghe                       | Most Dangerous Witch          | 6 settembre 1999  |                 |
| 8  | L'importanza della verità                |                               |                   |                 |
| 9  | Avventure nel fantastico mondo di Harvey |                               |                   |                 |
| 10 | Dipingi l'avventura con Sabrina          |                               |                   |                 |
| 11 | Il prezzo del successo                   |                               |                   |                 |
| 12 | Amore a scoppio ritardato                |                               |                   |                 |
| 13 | Chi ha paura del dottore?                |                               |                   |                 |
| 14 | Magie dietetiche                         |                               |                   |                 |
| 15 | Sabrina forever                          |                               |                   |                 |
| 16 | Le regole vanno rispettate!              |                               |                   |                 |
| 17 | Il rovescio della medaglia               |                               |                   |                 |
| 18 | Un annuncio importante                   |                               |                   |                 |
| 19 | Oh, Romeo, Romeo!                        |                               |                   |                 |
| 20 | Chi ha fretta di crescere?               |                               |                   |                 |
| 21 | La torta magica                          |                               |                   |                 |
| 22 | Uno zio molto speciale                   |                               |                   |                 |
| 23 | Buon compleanno!                         |                               |                   |                 |
| 24 | Avventura nello spazio                   |                               |                   |                 |
| 25 | Giovane, giovanissima                    |                               |                   |                 |
| 26 | Scuola per streghe                       | Absence of Malissa            | 16 ottobre 1999   |                 |
| 27 | Il pianeta dei cani                      |                               |                   |                 |
| 28 | I canadesi                               |                               |                   |                 |
| 29 | La festa di Halloween                    |                               |                   |                 |
| 30 | Torna a casa, zio!                       |                               |                   |                 |
| 31 | Campione per magia                       |                               |                   |                 |
| 32 | Il tempo degli eroi                      |                               |                   |                 |
| 33 | La super forza                           |                               |                   |                 |
| 34 | Risparmio-mania                          |                               |                   |                 |
| 35 | Le magie del sabato sera                 |                               |                   |                 |
| 36 | Un cuore infranto                        |                               |                   |                 |
| 37 | L'amico di Salem                         |                               |                   |                 |
| 38 | Viaggio nell'antica Roma                 |                               |                   |                 |
| 39 | Chi fa da sé fa per tre                  |                               |                   |                 |
| 40 | Attenti al babau!                        |                               |                   |                 |
| 41 | Lezioni di guida                         |                               |                   |                 |
| 42 | Attenti al dentista                      |                               |                   |                 |
| 43 | Il Torneo di baseball                    |                               |                   |                 |
| 44 | Una magica vacanza                       |                               |                   |                 |
| 45 | Il gigante d'argilla                     |                               |                   |                 |
| 46 | Un amico immaginario… o quasi            |                               |                   |                 |
| 47 | Regina per un giorno                     |                               |                   |                 |
| 48 | Come in un film...                       |                               |                   |                 |
| 49 | Una corsa contro il tempo                |                               |                   |                 |
| 50 | Giochi del passato                       |                               |                   |                 |
| 51 | La Torre Eiffel                          |                               |                   |                 |
| 52 | Una piccola amica...                     |                               |                   |                 |
| 53 | Uno stregone molto arzillo               |                               |                   |                 |
| 54 | Neve magica                              |                               |                   |                 |
| 55 | Agenti segreti per caso                  |                               |                   |                 |
| 56 | Un amore stonato                         |                               |                   |                 |
| 57 | Racconti di Natale                       |                               |                   |                 |
| 58 | Un pesce fuor d'acqua                    |                               |                   |                 |
| 59 | Per qualche dollaro in meno              |                               |                   |                 |
| 60 | Una sfida di troppo                      |                               |                   |                 |
| 61 | Un'isola di libertà                      |                               |                   |                 |
| 62 | La grande rapina                         |                               |                   |                 |
| 63 | La spada Excalibur                       |                               |                   |                 |
| 64 | Lavorare, che fatica!                    |                               |                   |                 |
| 65 | Tra i fondali dell'oceano                |                               |                   |                 |

## Sigla italiana
- Sabrina, musica di Giorgio Vanni e Max Longhi, testo di Alessandra Valeri Manera, cantata da Cristina D'Avena e Pietro Ubaldi[1] (solo trasmissione su Italia 1, Hiro e Boing)